# Gabrielangelo Gabrielli
Gabrielangelo Gabrielli (San Severino Marche, 7 gennaio 1822 – Catania, 1891) è stato un politico e avvocato italiano.

## Biografia
Membro della Giunta di Governo provvisorio della città di Fano nel giugno 1859.

## Elezione
Viene eletto deputato nel ballottaggio suppletivo del 14 aprile 1861 nel collegio di Fano (Pesaro e Urbino), con voti 112 su 114 votanti.